# Türkiye Kupası 1962/63
Die Türkiye Kupası 1962/63 war die 1. Auflage des türkischen Fußball-Pokalwettbewerbes. Der Wettbewerb begann am 26. August 1962 mit der Qualifikationsrunde und endete am 30. Juni 1963 mit dem Rückspiel des Finals. Im Endspiel trafen Fenerbahçe Istanbul und Galatasaray Istanbul aufeinander.
Galatasaray besiegte Fenerbahçe im Hin- und Rückspiel mit 2:1 und wurde der erste Sieger des türkischen Pokals.

## Qualifikationsrunde
Die Qualifikationsrunde wurde am 26. August 1962 ausgetragen.
|                          | Ergebnis |                      |
| ------------------------ | -------- | -------------------- |
| Diyarbakır Dicle Gençlik | 3:0      | Urfa Tektekspor      |
| Erzurum Karagücü         | 0:3      | Trabzon İdmanocağı   |
| Turhal Şekerspor         | 0:2      | Muhafızgücü          |
| Zonguldakspor            | 2:1      | Alpullu Şekerspor    |
| Sivas Karagücü           | 1:2      | Çukurova Idman Yurdu |
| Eskişehir Şekerspor      | 4:1      | Bursa Merinosspor    |
| Izmir Demirspor          | 3:0      | Egespor              |
| Kütahya Havagücü         | 0:1      | Kayseri Havagücü     |
| Adalet SK                | 3:0      | Davutpaşa SK         |

## 1. Hauptrunde
|                    | Ergebnis |                          |
| ------------------ | -------- | ------------------------ |
| Ankara Güneşspor   | 4:1      | Yenimahalle SK           |
| Ankara Yolspor     | 3:1      | Bahçeli Gençlik          |
| Altındağ SK        | 3:0      | Ankara Barbaros SK       |
| Petrol Ofisi SK    | 1:0      | Yenişehir SK             |
| Toprakofis         | 2:0      | Sincanspor               |
| Galata SK          | 1:2      | Eyüpspor                 |
| Taksim SK          | 0:1      | Üsküdar Anadolu          |
| Sarıyer SK         | 4:1      | Hasköy SK                |
| Beylerbeyi SK      | 2:0      | Süleymaniye SK           |
| Izmir Demirspor    | 0:3      | Yeşilpamuk SK            |
| Kayseri Havagücü   | 2:1      | İsparta Karagücü         |
| Mersin İdman Yurdu | 1:0      | Diyarbakır Dicle Gençlik |
| Muhafızgücü        | 0:3      | Trabzon İdmanocağı       |
| Zonguldakspor      | 4:1      | Eskişehir Şekerspor      |
| Adalet SK          | 1:1      | Yedikule SK              |
| İzmir Kültürspor   | 0:2      | Ülküspor                 |

### Entscheidungsspiel
|           | Ergebnis |             |
| --------- | -------- | ----------- |
| Adalet SK | 2:1      | Yedikule SK |

## 2. Hauptrunde
|                       | Ergebnis |                      |
| --------------------- | -------- | -------------------- |
| Vefa Istanbul         | 0:1      | Beyoğluspor          |
| Ankara Şekerspor      | 2:2      | Ankara Demirspor     |
| İstanbulspor          | 4:0      | Izmir Karagücü       |
| Adalet                | 0:2      | Altay Izmir          |
| MKE Ankaragücü        | 3:1      | Ankara Güneşspor     |
| Mersin Idmanyurdu     | 0:2      | Fatih Karagümrük SK  |
| Hacettepe             | 1:0      | Ankara Yolspor       |
| Adana Demirspor       | 1:2      | Fenerbahçe Istanbul  |
| Beykozspor            | 1:0      | Ülküspor             |
| Göztepe Izmir         | 5:1      | Sarıyer SK           |
| Zonguldakspor         | 0:5      | Galatasaray Istanbul |
| Beylerbeyi SK         | 1:1      | Izmirspor            |
| Kasımpaşa Istanbul    | 1:2      | Üsküdar Anadolu      |
| Gençlerbirliği Ankara | 3:0      | Eyüpspor             |
| Altındağ SK           | 0:8      | Beşiktaş Istanbul    |
| Kayseri Havagücü      | 0:1      | Feriköy SK           |
| Trabzon İdmanocağı    | 0:1      | Yeşildirekspor       |
| Karşıyaka Izmir       | 2:0      | Petrol Ofisi SK      |
| Altınordu Izmir       | 1:0      | Toprakofis           |
| PTT                   | 8:0      | Yeşilpamuk           |

### Entscheidungsspiel
|                  | Ergebnis             |                  |
| ---------------- | -------------------- | ---------------- |
| Beylerbeyi SK    | (M)1:1 n. V.(M)      | Izmirspor        |
| Ankara Şekerspor | 2:3 n. V. (2:2, 2:1) | Ankara Demirspor |

## 3. Hauptrunde

### Vorrunde
|                  | Ergebnis |                 |
| ---------------- | -------- | --------------- |
| Ankara Demirspor | 3:2      | Hacettepe       |
| İstanbulspor     | 3:0      | Üsküdar Anadolu |
| Feriköy SK       | 1:1      | Yeşildirekspor  |
| Altay Izmir      | 4:0      | Beylerbeyi SK   |

#### Entscheidungsspiel
|            | Ergebnis        |                |
| ---------- | --------------- | -------------- |
| Feriköy SK | (M)1:1 n. V.(M) | Yeşildirekspor |

### Hauptrunde
|                       | Ergebnis |                 |
| --------------------- | -------- | --------------- |
| Ankara Demirspor      | 2:0      | Beyoğluspor     |
| Beşiktaş Istanbul     | 0:0      | Göztepe Izmir   |
| Fatih Karagümrük SK   | 1:0      | Beykozspor      |
| Gençlerbirliği Ankara | 4:0      | Yeşildirekspor  |
| PTT                   | 1:0      | İstanbulspor    |
| Altay Izmir           | 2:1      | MKE Ankaragücü  |
| Fenerbahçe Istanbul   | 2:0      | Altınordu Izmir |
| Galatasaray Istanbul  | 6:0      | Karşıyaka Izmir |

#### Entscheidungsspiel
|                   | Ergebnis        |               |
| ----------------- | --------------- | ------------- |
| Beşiktaş Istanbul | (M)1:1 n. V.(M) | Göztepe Izmir |

## Viertelfinale
|                       | Gesamt |                      | Hinspiel | Rückspiel |
| --------------------- | ------ | -------------------- | -------- | --------- |
| Fenerbahçe Istanbul   | 5:4    | Göztepe Izmir        | 3:2      | 2:2       |
| Fatih Karagümrük SK   | 0:2    | Ankara Demirspor     | 0:1      | 0:1       |
| Gençlerbirliği Ankara | 5:1    | PTT                  | 2:1      | 3:0       |
| Altay Izmir           | 1:3    | Galatasaray Istanbul | 0:2      | 1:1       |

## Halbfinale
|                       | Gesamt |                      | Hinspiel | Rückspiel |
| --------------------- | ------ | -------------------- | -------- | --------- |
| Ankara Demirspor      | 2:9    | Galatasaray Istanbul | 0:4      | 2:5       |
| Gençlerbirliği Ankara | 1:4    | Fenerbahçe Istanbul  | 0:2      | 1:2       |

## Finale

### Hinspiel
| Paarung              | Fenerbahçe Istanbul – Galatasaray Istanbul |
| Ergebnis             | 1:2 (0:1) |
| Datum                | 29. Juni 1963 |
| Stadion              | Mithatpaşa Stadion, Istanbul |
| Schiedsrichter       | Paul Schiller ( Österreich) |
| Tore                 | 0:1 Uğur Köken (40.) 0:2 Tarık Kutver (50.) 1:2 Selim Soydan (60.) |
| Fenerbahçe Istanbul  | Hazım Cantez – Basri Dirimlili, Özcan Köksoy, Avni Kalkavan – Şeref Has, Osman Göktan, Tuncay Becedek, Selim Soydan – Mustafa Güven, Özer Kanra, Asim Ferhatović Cheftrainer: Miroslav Kokotović ( Jugoslawien) |
| Galatasaray Istanbul | Turgay Şeren – Candemir Berkman, Talat Özkarslı, Bahri Altıntabak – Suat Mamat, Mustafa Yürür, Ahmet Berman, Metin Oktay – Kadri Aytaç, Tarık Kutver, Uğur Köken Cheftrainer: Gündüz Kılıç                      |

### Rückspiel
| Paarung              | Galatasaray Istanbul – Fenerbahçe Istanbul |
| Ergebnis             | 2:1 (0:1) |
| Datum                | 30. Juni 1963 um 18:15 Uhr |
| Stadion              | Mithatpaşa Stadion, Istanbul |
| Schiedsrichter       | Josef Alfred Stoll ( Österreich) |
| Tore                 | 0:1 Lefter Küçükandonyadis (44., Elfmeter) 1:1 Bahri Altıntabak (51.) 2:1 Mustafa Yürür (71.) |
| Galatasaray Istanbul | Turgay Şeren – Ahmet Karlıklı, Candemir Berkman, Talat Özkarslı – Mustafa Yürür, Suat Mamat, Bahri Altıntabak, İbrahim Ünal – Metin Oktay, Uğur Köken, Kadri Aytaç Cheftrainer: Gündüz Kılıç                           |
| Fenerbahçe Istanbul  | Ali Filibeli – Özcan Köksoy, Avni Kalkavan, Tuncay Becedek – Şeref Has, Selim Soydan, Osman Göktan, Asim Ferhatović – Özer Kanra, Mustafa Güven, Lefter Küçükandonyadis Cheftrainer: Miroslav Kokotović ( Jugoslawien) |

## Beste Torschützen
| Rang | Spieler                | Verein                | Tore |
| ---- | ---------------------- | --------------------- | ---- |
| 1    | Tarık Kutver           | Galatasaray Istanbul  | 9    |
| 2    | Fikri Elma             | Ankara Demirspor      | 8    |
| 3    | Özkan Gürgün           | Gençlerbirliği Ankara | 7    |
| 4    | Lefter Küçükandonyadis | Fenerbahçe Istanbul   | 5    |
| 5    | Metin Oktay            | Galatasaray Istanbul  | 4    |
| 5    | Şenol Birol            | Beşiktaş Istanbul     | 4    |
| 7    | Yılmaz Yücetürk        | PTT                   | 3    |
| 7    | Nedim Doğan            | Fenerbahçe Istanbul   | 3    |
| 7    | Uğur Köken             | Galatasaray Istanbul  | 3    |
| 7    | Nazmi Bilge            | Altay Izmir           | 3    |